# Krajská liga ledního hokeje 2013/2014
Krajské hokejové přebory v sezóně 2013/2014 byly 21. ročníkem samostatné čtvrté nejvyšší české soutěže v ledním hokeji. Přebory Olomouckého a Ústeckého kraje se v téhle sezóně nehrály a týmy startovaly v sousedních přeborech. Změnou oproti minulému ročníku bylo velké rozšíření Krajské soutěže Vysočiny, do které se přihlásilo 7 týmů z bývalého Okresního přeboru ve Žďáru nad Sázavou. Přebor v Ústeckém kraji byl zrušen díky nedostatečnému počtu týmů k zahájení soutěže. Novinkou bylo také rozdělení Královéhradeckého přeboru na krajskou ligu a krajskou soutěž.

## Pražský přebor

### Základní část
| Vysvětlivka                |
| -------------------------- |
| Postup do finálové skupiny |
| Skupina o 5.–10. místo     |

| Poř. | Tým                     | Z  | V  | R | P  | VG  | OG  | B  |
| ---- | ----------------------- | -- | -- | - | -- | --- | --- | -- |
| 1.   | HC Hvězda Praha         | 18 | 14 | 4 | 0  | 110 | 49  | 32 |
| 2.   | HC Lomnice nad Popelkou | 18 | 15 | 2 | 1  | 115 | 63  | 32 |
| 3.   | HC Letci Letňany        | 18 | 14 | 1 | 3  | 98  | 43  | 29 |
| 4.   | HC Roudnice nad Labem   | 18 | 9  | 1 | 8  | 82  | 88  | 19 |
| 5.   | HC Slovan Louny         | 18 | 8  | 2 | 8  | 90  | 73  | 18 |
| 6.   | SK Žižkov Praha         | 18 | 7  | 2 | 9  | 86  | 107 | 16 |
| 7.   | HC Bohemians Praha      | 18 | 5  | 5 | 8  | 77  | 79  | 15 |
| 8.   | HC Kobra Praha „B“      | 18 | 4  | 3 | 11 | 71  | 86  | 11 |
| 9.   | HC Slavoj Zbraslav      | 18 | 1  | 2 | 15 | 55  | 110 | 4  |
| 10.  | HC Olympik Praha        | 18 | 1  | 2 | 15 | 60  | 146 | 4  |

Poznámky
- Pražský přebor se hrál stejně jako ve Středočeském meziokresním přeboru a v Plzeňských přeborech starým systémem, tedy jen o dva body a neprodlužuje se.

### Finálová skupina
| Vysvětlivka        |
| ------------------ |
| Vítěz krajské ligy |

| Poř. | Tým                     | Z  | V  | R | P  | VG  | OG  | B  |
| ---- | ----------------------- | -- | -- | - | -- | --- | --- | -- |
| 1.   | HC Hvězda Praha         | 24 | 18 | 4 | 2  | 144 | 70  | 40 |
| 2.   | HC Lomnice nad Popelkou | 24 | 18 | 3 | 3  | 151 | 85  | 39 |
| 3.   | HC Letci Letňany        | 24 | 18 | 2 | 4  | 121 | 60  | 38 |
| 4.   | HC Roudnice nad Labem   | 24 | 9  | 1 | 14 | 99  | 138 | 19 |

### Skupina o 5.–10. místo
| Poř. | Tým                | Z  | V  | R | P  | VG  | OG  | B  |
| ---- | ------------------ | -- | -- | - | -- | --- | --- | -- |
| 5.   | HC Slovan Louny    | 28 | 14 | 3 | 11 | 139 | 119 | 31 |
| 6.   | HC Kobra Praha „B“ | 28 | 13 | 3 | 12 | 137 | 120 | 29 |
| 7.   | HC Bohemians Praha | 28 | 8  | 5 | 15 | 126 | 133 | 21 |
| 8.   | SK Žižkov Praha    | 28 | 9  | 3 | 16 | 125 | 164 | 21 |
| 9.   | HC Slavoj Zbraslav | 28 | 7  | 3 | 18 | 112 | 156 | 17 |
| 10.  | HC Olympik Praha   | 28 | 3  | 3 | 22 | 108 | 127 | 9  |

## Středočeské přebory

### Krajská liga

#### Základní část
| Vysvětlivka               |
| ------------------------- |
| Postup do play-off        |
| Tým vyřazen               |
| Sestup do krajské soutěže |

| Poř. | Tým                      | Z  | V  | VP | PP | P  | VG  | OG  | B  |
| ---- | ------------------------ | -- | -- | -- | -- | -- | --- | --- | -- |
| 1.   | TJ HC Rakovník           | 22 | 14 | 2  | 1  | 5  | 91  | 80  | 47 |
| 2.   | HC Jesenice              | 22 | 11 | 4  | 2  | 5  | 94  | 86  | 43 |
| 3.   | HC Junior Mělník         | 22 | 12 | 2  | 1  | 7  | 96  | 74  | 41 |
| 4.   | HC Příbram               | 22 | 12 | 1  | 1  | 8  | 78  | 64  | 39 |
| 5.   | HC Slavoj Velké Popovice | 22 | 10 | 2  | 3  | 7  | 89  | 80  | 37 |
| 6.   | BK Mladá Boleslav „B“    | 22 | 10 | 1  | 1  | 10 | 107 | 95  | 33 |
| 7.   | HC Rytíři Vlašim         | 22 | 9  | 2  | 1  | 10 | 85  | 92  | 32 |
| 8.   | SK Černošice             | 22 | 9  | 1  | 3  | 9  | 90  | 88  | 32 |
| 9.   | HC Poděbrady             | 22 | 7  | 1  | 4  | 10 | 82  | 78  | 27 |
| 10.  | HK Lev Slaný             | 22 | 7  | 1  | 1  | 13 | 92  | 98  | 24 |
| 11.  | HC Vodní Lvi Benešov     | 22 | 5  | 3  | 2  | 12 | 91  | 127 | 23 |
| 12.  | HK Králův Dvůr           | 22 | 2  | 4  | 4  | 12 | 71  | 104 | 18 |

Poznámky
- Dalšího ročníků krajské ligy se nezúčastnil klub HK Králův Dvůr (sestup do krajské soutěže).

#### Play-off

##### Čtvrtfinále
| Tým A                    | Výsledek série | Tým B            | Výsledky jednotlivých zápasů |
| ------------------------ | -------------- | ---------------- | ---------------------------- |
| SK Černošice             | 1:2            | TJ HC Rakovník   | 7:1, 2:5, 1:3                |
| HC Rytíři Vlašim         | 0:2            | HC Jesenice      | 1:2 po sn., 3:6              |
| BK Mladá Boleslav „B“    | 0:2            | HC Junior Mělník | 1:10, 4:5 po sn.             |
| HC Slavoj Velké Popovice | 2:1            | HC Příbram       | 5:4 po sn., 2:7, 2:1         |

##### Semifinále
| Tým A                    | Výsledek série | Tým B          | Výsledky jednotlivých zápasů |
| ------------------------ | -------------- | -------------- | ---------------------------- |
| HC Slavoj Velké Popovice | 1:2            | TJ HC Rakovník | 4:2, 1:2, 1:2                |
| HC Junior Mělník         | 2:1            | HC Jesenice    | 5:4, 3:4, 3:2                |

##### Finále
| Tým A            | Výsledek série | Tým B          | Výsledky jednotlivých zápasů |
| ---------------- | -------------- | -------------- | ---------------------------- |
| HC Junior Mělník | 1:2            | TJ HC Rakovník | 6:4, 1:4, 0:1                |

### Krajská soutěž

#### Základní část
| Vysvětlivka                |
| -------------------------- |
| Postup do finálové skupiny |
| Tým vyřazen                |

| Poř. | Tým                    | Z  | V  | VP | PP | P  | VG | OG  | B  |
| ---- | ---------------------- | -- | -- | -- | -- | -- | -- | --- | -- |
| 1.   | HC Žabonosy            | 14 | 12 | 0  | 0  | 2  | 90 | 29  | 36 |
| 2.   | HK Kralupy nad Vltavou | 14 | 12 | 0  | 0  | 2  | 93 | 30  | 36 |
| 3.   | SK Sršni Kutná Hora    | 14 | 9  | 0  | 0  | 5  | 81 | 46  | 27 |
| 4.   | HC Zlonice             | 14 | 9  | 0  | 0  | 5  | 78 | 53  | 27 |
| 5.   | TJ Tatran Sedlčany     | 14 | 5  | 1  | 1  | 7  | 49 | 64  | 18 |
| 6.   | TJ Spartak Příbram     | 14 | 4  | 1  | 0  | 9  | 56 | 81  | 14 |
| 7.   | TJ Hvězda Kladno       | 14 | 2  | 1  | 1  | 10 | 30 | 88  | 9  |
| 8.   | HC Cvočkaři Hořovice   | 14 | 0  | 0  | 1  | 13 | 33 | 119 | 1  |

Poznámky
- Dalšího ročníků krajské soutěže se nezúčastnil klub HK Kralupy nad Vltavou (postup do krajské ligy).

#### Finálová skupina
| Vysvětlivka            |
| ---------------------- |
| Postup do krajské ligy |

| Poř. | Tým                    | Z  | V  | VP | PP | P  | VG  | OG | B  |
| ---- | ---------------------- | -- | -- | -- | -- | -- | --- | -- | -- |
| 1.   | HK Kralupy nad Vltavou | 20 | 17 | 0  | 0  | 3  | 125 | 42 | 51 |
| 2.   | HC Žabonosy            | 20 | 16 | 0  | 0  | 4  | 113 | 41 | 48 |
| 3.   | SK Sršni Kutná Hora    | 20 | 11 | 0  | 0  | 9  | 99  | 71 | 33 |
| 4.   | HC Zlonice             | 20 | 10 | 0  | 0  | 10 | 90  | 89 | 30 |

### Meziokresní přebor

#### Základní část

##### Skupina A
| Vysvětlivka        |
| ------------------ |
| Postup do play-off |
| Zápasy o umístění  |

| Poř. | Tým                            | Z  | V  | R | P  | VG | OG  | B  |
| ---- | ------------------------------ | -- | -- | - | -- | -- | --- | -- |
| 1.   | SK Černošice „B“               | 12 | 10 | 0 | 2  | 86 | 33  | 20 |
| 2.   | SK Velc Žilina                 | 12 | 10 | 0 | 2  | 94 | 39  | 20 |
| 3.   | HC Důl Kladno                  | 12 | 7  | 1 | 4  | 68 | 64  | 15 |
| 4.   | HC Kladno 1988                 | 12 | 7  | 1 | 4  | 85 | 79  | 15 |
| 5.   | SK Viktorie 1935 Nové Strašecí | 12 | 3  | 0 | 9  | 52 | 90  | 6  |
| 6.   | TJ Sokol Mníšek pod Brdy       | 12 | 3  | 0 | 9  | 52 | 103 | 6  |
| 7.   | HC Lány                        | 12 | 1  | 0 | 11 | 46 | 75  | 2  |

Poznámky
- Středočeský meziokresní přebor se hrál stejně jako v Praze a v Plzeňských přeborech starým systémem, tedy jen o dva body a neprodlužuje se.
- Dalšího ročníků meziokresního přeboru se nezúčastnily kluby SK Velc Žilina (přihlášení do krajské soutěže) a HC Kladno 1988.

##### Skupina B
| Vysvětlivka        |
| ------------------ |
| Postup do play-off |
| Zápasy o umístění  |

| Poř. | Tým                | Z  | V | R | P  | VG | OG | B  |
| ---- | ------------------ | -- | - | - | -- | -- | -- | -- |
| 1.   | TJ Sokol Solopisky | 10 | 8 | 1 | 1  | 62 | 40 | 17 |
| 2.   | TJ Slavoj Obecnice | 10 | 8 | 0 | 2  | 57 | 35 | 16 |
| 3.   | TJ Spartak Žebrák  | 10 | 6 | 1 | 3  | 55 | 49 | 13 |
| 3.   | HC Jesenice „B“    | 10 | 4 | 1 | 5  | 49 | 55 | 9  |
| 5.   | HK Příbram 99      | 10 | 2 | 1 | 7  | 39 | 52 | 5  |
| 6.   | TJ Sokol Cerhovice | 10 | 0 | 0 | 10 | 31 | 62 | 0  |

Poznámky
- HC Dobřichovice odstoupily v průběhu soutěže.
- Středočeský meziokresní přebor se hrál stejně jako v Praze a v Plzeňských přeborech starým systémem, tedy jen o dva body a neprodlužuje se.
- Dalšího ročníků meziokresního přeboru se nezúčastnil klub HC Jesenice „B“ (zánik).

#### Play-off

##### Čtvrtfinále
| Tým A             | Výsledek série | Tým B              | Výsledky jednotlivých zápasů  |
| ----------------- | -------------- | ------------------ | ----------------------------- |
| HC Jesenice „B“   | 1:2            | SK Černošice „B“   | 8:6, 5:9, sam. nájezdy – 0:1  |
| TJ Spartak Žebrák | 1:0            | SK Velc Žilina     | 9:4, 4:4                      |
| HC Důl Kladno     | 0:2            | TJ Slavoj Obecnice | 2:4, 4:7                      |
| HC Kladno 1988    | 1:2            | TJ Sokol Solopisky | 4:2, 3:10, sam. nájezdy – 0:1 |

##### Semifinále
| Tým A              | Výsledek série | Tým B              | Výsledky jednotlivých zápasů |
| ------------------ | -------------- | ------------------ | ---------------------------- |
| TJ Slavoj Obecnice | 0:2            | SK Černošice „B“   | 2:6, 2:4                     |
| TJ Spartak Žebrák  | 0:2            | TJ Sokol Solopisky | 3:7, 0:5                     |

##### Finále
| Tým A            | Výsledek série | Tým B              | Výsledky jednotlivých zápasů |
| ---------------- | -------------- | ------------------ | ---------------------------- |
| SK Černošice „B“ | 0:1            | TJ Sokol Solopisky | 2:7                          |

#### Zápasy o umístění

##### O 9.–12. místo
| Tým A                    | Výsledek série | Tým B                          | Výsledky jednotlivých zápasů |
| ------------------------ | -------------- | ------------------------------ | ---------------------------- |
| TJ Sokol Cerhovice       | 2:0            | SK Viktorie 1935 Nové Strašecí | 5:4, 6:4                     |
| TJ Sokol Mníšek pod Brdy | 0:2            | HK Příbram 99                  | 5:8, 3:5                     |

##### O 11. místo
| Tým A                          | Výsledek série | Tým B                    | Výsledky jednotlivých zápasů  |
| ------------------------------ | -------------- | ------------------------ | ----------------------------- |
| SK Viktorie 1935 Nové Strašecí | 1:2            | TJ Sokol Mníšek pod Brdy | 6:10, 9:3, sam. nájezdy – 0:1 |

##### O 9. místo
| Tým A         | Výsledek série | Tým B              | Výsledky jednotlivých zápasů |
| ------------- | -------------- | ------------------ | ---------------------------- |
| HK Příbram 99 | 0:2            | TJ Sokol Cerhovice | 4:8, 3:5                     |

##### O 5.–8. místo
| Tým A          | Výsledek série | Tým B           | Výsledky jednotlivých zápasů |
| -------------- | -------------- | --------------- | ---------------------------- |
| HC Důl Kladno  | –              | HC Jesenice „B“ | Jesenice „B“ odstoupila      |
| SK Velc Žilina | –              | HC Kladno 1988  | Kladno 1988 odstoupilo       |

##### O 5. místo
| Tým A         | Výsledek série | Tým B          | Výsledky jednotlivých zápasů |
| ------------- | -------------- | -------------- | ---------------------------- |
| HC Důl Kladno | 0:1            | SK Velc Žilina | 2:4                          |

##### O 3. místo
| Tým A              | Výsledek série | Tým B             | Výsledky jednotlivých zápasů |
| ------------------ | -------------- | ----------------- | ---------------------------- |
| TJ Slavoj Obecnice | 1:0            | TJ Spartak Žebrák | 6:5                          |

## Královéhradecké přebory

### Krajská liga

#### Základní část
| Vysvětlivka                         |
| ----------------------------------- |
| Přímý postup do semifinále play-off |
| Postup do čtvrtfinále play-off      |
| Baráž o KLM                         |

| Poř. | Tým                              | Z  | V  | VP | PP | P  | VG  | OG  | B  |
| ---- | -------------------------------- | -- | -- | -- | -- | -- | --- | --- | -- |
| 1.   | HC Náchod                        | 28 | 22 | 0  | 2  | 4  | 122 | 60  | 68 |
| 2.   | HC BAK Trutnov                   | 28 | 19 | 3  | 0  | 6  | 136 | 63  | 63 |
| 3.   | HC Jičín                         | 28 | 15 | 2  | 2  | 9  | 110 | 96  | 51 |
| 4.   | TJ Spartak Nové Město nad Metují | 28 | 14 | 1  | 1  | 12 | 106 | 95  | 45 |
| 5.   | HC WIKOV Hronov                  | 28 | 10 | 6  | 1  | 11 | 104 | 104 | 43 |
| 6.   | TJ BK Nová Paka                  | 28 | 9  | 1  | 1  | 17 | 84  | 124 | 30 |
| 7.   | HC Jaroměř                       | 28 | 9  | 0  | 3  | 16 | 84  | 112 | 30 |
| 8.   | SK Třebechovice pod Orebem       | 28 | 1  | 0  | 3  | 24 | 57  | 149 | 6  |

Poznámky
- Dalšího ročníků krajské ligy se nezúčastnily kluby HC BAK Trutnov (postup do 2. ligy) a HC WIKOV Hronov (zrušení mužského družstva).

#### Play-off

##### Čtvrtfinále
| Tým A                          | Výsledek série | Tým B           | Výsledky jednotlivých zápasů |
| ------------------------------ | -------------- | --------------- | ---------------------------- |
| HC Jičín                       | 1:2            | TJ BK Nová Paka | 11:6, 2:4, 4:5               |
| TJ Spartak N. Město nad Metují | 2:1            | HC WIKOV Hronov | 4:3, 0:1, 3:2 po sn.         |

##### Semifinále
| Tým A          | Výsledek série | Tým B                          | Výsledky jednotlivých zápasů |
| -------------- | -------------- | ------------------------------ | ---------------------------- |
| HC Náchod      | 2:1            | TJ Spartak N. Město nad Metují | 7:0, 2:3 po sn., 7:0         |
| HC BAK Trutnov | 2:0            | TJ BK Nová Paka                | 2:1, 6:1                     |

##### Finále
| Tým A     | Výsledek série | Tým B          | Výsledky jednotlivých zápasů |
| --------- | -------------- | -------------- | ---------------------------- |
| HC Náchod | 0:2            | HC BAK Trutnov | 1:4, 0:2                     |

#### Zápasy o umístění

##### O 5. místo
| Tým A    | Výsledek série | Tým B           | Výsledky jednotlivých zápasů |
| -------- | -------------- | --------------- | ---------------------------- |
| HC Jičín | 2:0            | HC WIKOV Hronov | 5:2, 4:3                     |

##### O 3. místo
| Tým A                          | Výsledek série | Tým B           | Výsledky jednotlivých zápasů |
| ------------------------------ | -------------- | --------------- | ---------------------------- |
| TJ Spartak N. Město nad Metují | 2:0            | TJ BK Nová Paka | 6:4, 7:1                     |

#### Baráž o KLM
| Vysvětlivka               |
| ------------------------- |
| Postup do krajské ligy    |
| Sestup do krajské soutěže |

| Poř. | Tým                            | Z | V | VP | PP | P | VG | OG | B  |
| ---- | ------------------------------ | - | - | -- | -- | - | -- | -- | -- |
| 1.   | Stadion Nový Bydžov            | 6 | 6 | 0  | 0  | 0 | 40 | 19 | 18 |
| 2.   | HC Jaroměř                     | 6 | 3 | 0  | 0  | 3 | 28 | 24 | 9  |
| 3.   | SK Třebechovice pod Orebem     | 6 | 3 | 0  | 0  | 3 | 29 | 30 | 9  |
| 4.   | HC Tambor D. Králové nad Labem | 6 | 0 | 0  | 0  | 6 | 15 | 39 | 0  |

Poznámky
1. ↑  Díky postupu Trutnova do 2. ligy se Třebechovice zachránili.
2. ↑  Díky odhlášení Hronova z krajské ligy pro následující sezónu Dvůr Králové nad Labem postoupil.

### Krajská soutěž

#### Základní část
| Vysvětlivka              |
| ------------------------ |
| Baráž o KLM              |
| O pohár předsedy VV KSLH |

| Poř. | Tým                            | Z  | V  | VP | PP | P  | VG  | OG  | B  |
| ---- | ------------------------------ | -- | -- | -- | -- | -- | --- | --- | -- |
| 1.   | Stadion Nový Bydžov            | 18 | 17 | 0  | 0  | 1  | 193 | 43  | 51 |
| 2.   | HC Tambor D. Králové nad Labem | 18 | 13 | 0  | 0  | 5  | 115 | 46  | 39 |
| 3.   | HC Baroni Opočno               | 18 | 10 | 0  | 1  | 7  | 88  | 71  | 31 |
| 4.   | TJ Sokol Semechnice            | 18 | 8  | 2  | 1  | 7  | 90  | 100 | 29 |
| 5.   | HC Jaroměř „B“                 | 18 | 4  | 2  | 1  | 11 | 53  | 128 | 17 |
| 6.   | SK Třebechovice pod Orebem „B“ | 18 | 4  | 1  | 2  | 11 | 55  | 100 | 16 |
| 7.   | HC Čestice                     | 18 | 1  | 1  | 1  | 15 | 39  | 145 | 6  |

Poznámky
- Dalšího ročníků krajské soutěže se nezúčastnily kluby Stadion Nový Bydžov (postup do krajské ligy) a HC Tambor Dvůr Králové nad Labem (postup do krajské ligy).

#### O pohár předsedy VV KSLH
| Vysvětlivka                   |
| ----------------------------- |
| Vítěz poháru předsedy VV KSLH |

| Poř. | Tým                            | Z  | V  | VP | PP | P  | VG  | OG  | B  |
| ---- | ------------------------------ | -- | -- | -- | -- | -- | --- | --- | -- |
| 1.   | TJ Sokol Semechnice            | 20 | 14 | 2  | 1  | 3  | 109 | 69  | 47 |
| 2.   | HC Baroni Opočno               | 20 | 15 | 0  | 1  | 4  | 139 | 59  | 46 |
| 3.   | HC Jaroměř „B“                 | 20 | 6  | 3  | 1  | 10 | 78  | 118 | 25 |
| 4.   | SK Třebechovice pod Orebem „B“ | 20 | 4  | 1  | 3  | 12 | 68  | 97  | 17 |
| 5.   | HC Čestice                     | 20 | 4  | 1  | 1  | 14 | 61  | 112 | 15 |

## Pardubický přebor

### Základní část
| Vysvětlivka            |
| ---------------------- |
| Postup do play-off     |
| Skupina o 9.–13. místo |

| Poř. | Tým                        | Z  | V  | VP | PP | P  | VG  | OG  | B  |
| ---- | -------------------------- | -- | -- | -- | -- | -- | --- | --- | -- |
| 1.   | HC Spartak Choceň          | 24 | 21 | 0  | 0  | 3  | 196 | 78  | 63 |
| 2.   | HC Světlá nad Sázavou      | 24 | 19 | 1  | 0  | 4  | 148 | 43  | 59 |
| 3.   | HC Slovan Moravská Třebová | 24 | 17 | 2  | 1  | 4  | 143 | 71  | 56 |
| 4.   | HC Lvi Chotěboř            | 24 | 16 | 2  | 1  | 5  | 131 | 79  | 53 |
| 5.   | HC Chrudim                 | 24 | 17 | 0  | 1  | 6  | 127 | 77  | 52 |
| 6.   | ZH Pardubice               | 24 | 12 | 1  | 2  | 9  | 128 | 105 | 40 |
| 7.   | HC Kohouti Česká Třebová   | 24 | 9  | 2  | 2  | 11 | 105 | 135 | 33 |
| 8.   | HC Litomyšl                | 24 | 9  | 2  | 0  | 13 | 100 | 105 | 31 |
| 9.   | HC Spartak Polička         | 24 | 8  | 2  | 1  | 13 | 86  | 119 | 29 |
| 10.  | HC Hlinsko                 | 24 | 9  | 0  | 1  | 14 | 107 | 97  | 28 |
| 11.  | HC Skuteč                  | 24 | 3  | 0  | 1  | 20 | 67  | 184 | 10 |
| 12.  | TJ Orli Lanškroun          | 24 | 2  | 1  | 2  | 19 | 87  | 173 | 10 |
| 13.  | HC Ledeč nad Sázavou       | 24 | 1  | 0  | 1  | 22 | 40  | 199 | 4  |

Poznámky
- Dalšího ročníků krajské ligy se nezúčastnil klub TJ Orli Lanškroun (přihlášení do královéhradecké krajské soutěže).

### Play-off

#### Čtvrtfinále
| Tým A                      | Výsledek série | Tým B                    | Výsledky jednotlivých zápasů |
| -------------------------- | -------------- | ------------------------ | ---------------------------- |
| HC Spartak Choceň          | 2:3            | HC Litomyšl              | 3:4, 1:3, 4:1, 5:3, 1:2      |
| HC Světlá nad Sázavou      | 3:0            | HC Kohouti Česká Třebová | 19:1, 6:4, 7:3               |
| HC Slovan Moravská Třebová | 3:0            | ZH Pardubice             | 5:3, 5:1, 8:2                |
| HC Lvi Chotěboř            | 3:1            | HC Chrudim               | 3:2 po pp., 2:5, 6:3, 5:3    |

#### Semifinále
| Tým A                      | Výsledek série | Tým B           | Výsledky jednotlivých zápasů          |
| -------------------------- | -------------- | --------------- | ------------------------------------- |
| HC Světlá nad Sázavou      | 3:1            | HC Litomyšl     | 1:2, 7:1, 8:5, 4:1                    |
| HC Slovan Moravská Třebová | 2:3            | HC Lvi Chotěboř | 7:1, 1:2 po pp., 8:2, 3:4, 1:2 po sn. |

#### O 5.–8. místo
| Tým A                    | Výsledek série | Tým B             | Výsledky jednotlivých zápasů |
| ------------------------ | -------------- | ----------------- | ---------------------------- |
| HC Kohouti Česká Třebová | 2:1            | HC Spartak Choceň | 5:6, 5:4, sam. nájezdy – 1:0 |
| ZH Pardubice             | 0:1            | HC Chrudim        | 6:6, 3:13                    |

#### O 7. místo
| Tým A        | Výsledek série | Tým B             | Výsledky jednotlivých zápasů |
| ------------ | -------------- | ----------------- | ---------------------------- |
| ZH Pardubice | 0:1            | HC Spartak Choceň | 2:10                         |

#### O 5. místo
| Tým A                    | Výsledek série | Tým B      | Výsledky jednotlivých zápasů |
| ------------------------ | -------------- | ---------- | ---------------------------- |
| HC Kohouti Česká Třebová | 0:2            | HC Chrudim | 3:9, 1:11                    |

#### O 3. místo
| Tým A       | Výsledek série | Tým B                      | Výsledky jednotlivých zápasů |
| ----------- | -------------- | -------------------------- | ---------------------------- |
| HC Litomyšl | 0:1            | HC Slovan Moravská Třebová | 2:2, 1:3                     |

#### Finále
| Tým A                 | Výsledek série | Tým B           | Výsledky jednotlivých zápasů |
| --------------------- | -------------- | --------------- | ---------------------------- |
| HC Světlá nad Sázavou | 3:0            | HC Lvi Chotěboř | 3:1, 7:1, 4:3 po sn.         |

### Skupina o 9.–13. místo
| Vysvětlivka                |
| -------------------------- |
| O pohár Vladimíra Martince |
| Tým vyřazen                |

| Poř. | Tým                  | Z  | V  | VP | PP | P  | VG | OG  | B  |
| ---- | -------------------- | -- | -- | -- | -- | -- | -- | --- | -- |
| 9.   | HC Spartak Polička   | 16 | 11 | 4  | 1  | 0  | 86 | 43  | 42 |
| 10.  | HC Hlinsko           | 16 | 10 | 1  | 1  | 4  | 93 | 45  | 33 |
| 11.  | TJ Orli Lanškroun    | 16 | 7  | 0  | 2  | 7  | 75 | 78  | 23 |
| 12.  | HC Skuteč            | 16 | 5  | 1  | 0  | 10 | 61 | 84  | 17 |
| 13.  | HC Ledeč nad Sázavou | 16 | 1  | 0  | 2  | 13 | 35 | 100 | 5  |

### O pohár Vladimíra Martince

#### Semifinále
| Tým A              | Výsledek série | Tým B             | Výsledky jednotlivých zápasů |
| ------------------ | -------------- | ----------------- | ---------------------------- |
| HC Spartak Polička | 2:0            | HC Skuteč         | 4:3 po pp., 2:1              |
| HC Hlinsko         | 2:0            | TJ Orli Lanškroun | 8:2, 10:2                    |

#### O 3. místo
| Tým A     | Výsledek série | Tým B             | Výsledky jednotlivých zápasů |
| --------- | -------------- | ----------------- | ---------------------------- |
| HC Skuteč | 0:2            | TJ Orli Lanškroun | 8:9, 4:6                     |

#### Finále
| Tým A              | Výsledek série | Tým B      | Výsledky jednotlivých zápasů |
| ------------------ | -------------- | ---------- | ---------------------------- |
| HC Spartak Polička | 1:2            | HC Hlinsko | 6:1, 2:6, 3:4                |

### Superpohár
| Vítěz Královéhradeckého přeboru | Výsledek série | Vítěz Pardubického přeboru | Výsledky jednotlivých zápasů                     |
| ------------------------------- | -------------- | -------------------------- | ------------------------------------------------ |
| HC BAK Trutnov                  | 2:1            | HC Světlá nad Sázavou      | 10:4, 1:3, prodloužení – 0:0, sam. nájezdy – 1:0 |

## Liberecký přebor

### Základní část
| Vysvětlivka        |
| ------------------ |
| Postup do play-off |
| Tým vyřazen        |

| Poř. | Tým                     | Z  | V  | VP | PP | P  | VG  | OG  | B  |
| ---- | ----------------------- | -- | -- | -- | -- | -- | --- | --- | -- |
| 1.   | HC Lomnice nad Popelkou | 16 | 14 | 1  | 0  | 1  | 130 | 58  | 44 |
| 2.   | VTJ Ještěd Liberec      | 16 | 9  | 0  | 0  | 7  | 116 | 85  | 27 |
| 3.   | HC Česká Lípa           | 16 | 8  | 1  | 1  | 6  | 111 | 103 | 27 |
| 4.   | PSK Liberec             | 16 | 6  | 0  | 1  | 9  | 68  | 77  | 19 |
| 5.   | HC Frýdlant             | 16 | 1  | 0  | 0  | 15 | 47  | 149 | 3  |

Poznámky
- Vítěz základní části získává právo hrát kvalifikaci o 2. ligu.

### Play-off

#### Semifinále
| Tým A         | Výsledek série | Tým B                   | Výsledky jednotlivých zápasů |
| ------------- | -------------- | ----------------------- | ---------------------------- |
| PSK Liberec   | 0:2            | HC Lomnice nad Popelkou | 1:10, 2:7                    |
| HC Česká Lípa | 1:1            | VTJ Ještěd Liberec      | 4:5, 6:2                     |

#### Finále
| Tým A         | Výsledek série | Tým B                   | Výsledky jednotlivých zápasů |
| ------------- | -------------- | ----------------------- | ---------------------------- |
| HC Česká Lípa | 2:0            | HC Lomnice nad Popelkou | 5:3, 8:2                     |

## Karlovarské přebory

### Krajská liga

#### Základní část
| Vysvětlivka        |
| ------------------ |
| Vítěz krajské ligy |

| Poř. | Tým                  | Z  | V  | VP | PP | P  | VG  | OG  | B  |
| ---- | -------------------- | -- | -- | -- | -- | -- | --- | --- | -- |
| 1.   | HC Farmáři Trstěnice | 16 | 16 | 0  | 0  | 0  | 154 | 37  | 48 |
| 2.   | HC PK Vřesová        | 16 | 11 | 0  | 0  | 5  | 116 | 101 | 33 |
| 3.   | HC Mariánské Lázně   | 16 | 9  | 0  | 0  | 7  | 96  | 81  | 27 |
| 4.   | HC Stadion Cheb „B“  | 16 | 2  | 1  | 0  | 13 | 70  | 126 | 8  |
| 5.   | HC Čerti Ostrov      | 16 | 1  | 0  | 1  | 14 | 63  | 154 | 4  |

Poznámky
- HC Cheb 2001 odstoupil v průběhu soutěže.

### Krajská soutěž

#### Základní část
| Vysvětlivka           |
| --------------------- |
| Vítěz krajské soutěže |

| Poř. | Tým                 | Z  | V  | VP | PP | P  | VG  | OG  | B  |
| ---- | ------------------- | -- | -- | -- | -- | -- | --- | --- | -- |
| 1.   | IHT Brimstones Cheb | 20 | 16 | 0  | 0  | 4  | 106 | 60  | 48 |
| 2.   | HC PSK 96 Cheb      | 20 | 12 | 2  | 1  | 5  | 102 | 84  | 41 |
| 3.   | HC Stadion Cheb „C“ | 20 | 9  | 1  | 1  | 9  | 99  | 100 | 30 |
| 4.   | HC SPLH Hamrníky    | 20 | 8  | 1  | 1  | 10 | 62  | 84  | 27 |
| 5.   | HC Auta & Auta Cheb | 20 | 8  | 1  | 0  | 11 | 91  | 83  | 26 |
| 6.   | SK HC Maan Cheb     | 20 | 2  | 0  | 2  | 16 | 59  | 108 | 8  |

Poznámky
- Dalšího ročníků krajské soutěže se nezúčastnily kluby HC SPLH Hamrníky (přihlášení do městské ligy) a HC Stadion Cheb „C“ (zánik).

## Plzeňské přebory

### Krajská liga

#### Základní část
| Vysvětlivka        |
| ------------------ |
| Vítěz krajské ligy |

| Poř. | Tým                   | Z  | V  | R | P  | VG  | OG  | B  |
| ---- | --------------------- | -- | -- | - | -- | --- | --- | -- |
| 1.   | HC Rebel město Nejdek | 18 | 16 | 1 | 1  | 137 | 42  | 33 |
| 2.   | TJ Apollo Kaznějov    | 18 | 13 | 3 | 2  | 125 | 74  | 29 |
| 3.   | HK Rokycany           | 18 | 13 | 2 | 3  | 130 | 59  | 28 |
| 4.   | KLH Božkov            | 18 | 9  | 2 | 7  | 97  | 79  | 20 |
| 5.   | SHC Klatovy „B“       | 18 | 9  | 1 | 8  | 93  | 100 | 19 |
| 6.   | HC Chotíkov           | 18 | 9  | 1 | 8  | 88  | 107 | 19 |
| 7.   | HC Pubec Plzeň        | 18 | 5  | 2 | 11 | 71  | 107 | 12 |
| 8.   | HC Stadion Cheb       | 18 | 4  | 2 | 12 | 74  | 111 | 10 |
| 9.   | SKP Rokycany          | 18 | 4  | 0 | 14 | 68  | 124 | 8  |
| 10.  | KHL Meteor Třemošná   | 18 | 1  | 0 | 17 | 48  | 128 | 2  |

Poznámky
- Plzeňské přebory se hráli stejně jako ve Středočeském meziokresním přeboru a v Praze starým systémem, tedy jen o dva body a neprodlužuje se.
- Dalšího ročníků krajské ligy se nezúčastnil klub SKP Rokycany (přihlášení do krajské soutěže – sk. A).

### Krajská soutěž

#### Skupina A

##### Základní část
| Vysvětlivka                       |
| --------------------------------- |
| Postup do play-off                |
| Tým vyřazen                       |
| Sestup do krajské soutěže – sk. B |

| Poř. | Tým                     | Z  | V  | R | P  | VG  | OG  | B  |
| ---- | ----------------------- | -- | -- | - | -- | --- | --- | -- |
| 1.   | HC Tachov               | 18 | 11 | 3 | 4  | 79  | 60  | 25 |
| 2.   | HC Holýšov              | 18 | 11 | 2 | 5  | 71  | 59  | 24 |
| 3.   | HC DTJ Klabava          | 18 | 10 | 2 | 6  | 100 | 75  | 22 |
| 4.   | HC Buldoci Stříbro      | 18 | 10 | 1 | 7  | 101 | 77  | 21 |
| 5.   | TJ Sokol Horní Lukavice | 18 | 9  | 3 | 6  | 76  | 73  | 21 |
| 6.   | TJ Sokol Malá Víska     | 18 | 8  | 1 | 9  | 72  | 69  | 17 |
| 7.   | TJ Sokol Ves Touškov    | 18 | 8  | 1 | 9  | 96  | 97  | 17 |
| 8.   | SK z Bor                | 18 | 8  | 1 | 9  | 102 | 105 | 17 |
| 9.   | HC Radobyčice           | 18 | 5  | 0 | 13 | 66  | 90  | 10 |
| 10.  | HC OMEGA Trans Plzeň    | 18 | 2  | 2 | 14 | 57  | 115 | 6  |

Poznámky
- Plzeňské přebory se hráli stejně jako ve Středočeském meziokresním přeboru a v Praze starým systémem, tedy jen o dva body a neprodlužuje se.
- Dalšího ročníků krajské soutěže se nezúčastnil klub HC OMEGA Trans Plzeň (sestup do krajské soutěže – sk. B).

##### Play-off

###### Čtvrtfinále
| Tým A                   | Výsledek zápasů | Tým B              | Výsledky jednotlivých zápasů |
| ----------------------- | --------------- | ------------------ | ---------------------------- |
| SK z Bor                | 5:7             | HC Tachov          | 2:5, 3:2                     |
| TJ Sokol Ves Touškov    | 14:7            | HC Holýšov         | 7:4, 7:3                     |
| TJ Sokol Malá Víska     | 6:11            | HC DTJ Klabava     | 2:7, 4:4                     |
| TJ Sokol Horní Lukavice | 9:11            | HC Buldoci Stříbro | 2:7, 7:4                     |

###### Semifinále
| Tým A                | Výsledek zápasů | Tým B          | Výsledky jednotlivých zápasů |
| -------------------- | --------------- | -------------- | ---------------------------- |
| TJ Sokol Ves Touškov | 4:5             | HC Tachov      | 2:2, 2:3                     |
| HC Buldoci Stříbro   | 4:11            | HC DTJ Klabava | 2:6, 2:5                     |

###### Finále
| Tým A          | Výsledek zápasů | Tým B     | Výsledky jednotlivých zápasů |
| -------------- | --------------- | --------- | ---------------------------- |
| HC DTJ Klabava | 6:3             | HC Tachov | 3:0, 3:3                     |

#### Skupina B

##### Základní část
| Vysvětlivka                       |
| --------------------------------- |
| Postup do play-off                |
| Tým vyřazen                       |
| Sestup do krajské soutěže – sk. C |

| Poř. | Tým                      | Z  | V  | R | P  | VG  | OG  | B  |
| ---- | ------------------------ | -- | -- | - | -- | --- | --- | -- |
| 1.   | HC Lyons Kdyně           | 20 | 16 | 1 | 3  | 135 | 75  | 33 |
| 2.   | HC Nýřany                | 20 | 15 | 1 | 4  | 105 | 66  | 31 |
| 3.   | HC Vipers Plzeň          | 20 | 15 | 0 | 5  | 130 | 91  | 30 |
| 4.   | HCOP Meteor Třemošná     | 20 | 12 | 2 | 6  | 106 | 87  | 26 |
| 5.   | HC Coyotes Plzeň         | 20 | 12 | 1 | 7  | 103 | 88  | 25 |
| 6.   | TJ Baník Líně            | 20 | 8  | 1 | 11 | 73  | 81  | 17 |
| 7.   | HC Strašice              | 20 | 7  | 1 | 12 | 83  | 84  | 15 |
| 8.   | HC Stříbro 06            | 20 | 6  | 2 | 12 | 98  | 114 | 14 |
| 9.   | HC JAM Plzeň             | 20 | 5  | 1 | 14 | 80  | 112 | 11 |
| 10.  | HC Plzeň 2000            | 20 | 4  | 2 | 14 | 59  | 108 | 10 |
| 11.  | HC S.O.S. Žízeň Chotěšov | 20 | 4  | 0 | 16 | 78  | 144 | 8  |

Poznámky
- Plzeňské přebory se hráli stejně jako ve Středočeském meziokresním přeboru a v Praze starým systémem, tedy jen o dva body a neprodlužuje se.
- Dalšího ročníků krajské soutěže se nezúčastnily kluby HC S.O.S. Žízeň Chotěšov (sestup do krajské soutěže – sk. C) a HC Coyotes Plzeň (zánik).

##### Play-off

###### Čtvrtfinále
| Tým A            | Výsledek zápasů | Tým B                | Výsledky jednotlivých zápasů |
| ---------------- | --------------- | -------------------- | ---------------------------- |
| HC Stříbro 06    | 13:5            | HC Lyons Kdyně       | 5:0 kont., 8:5               |
| HC Strašice      | 6:9             | HC Nýřany            | 1:7, 5:2                     |
| TJ Baník Líně    | 11:10           | HC Vipers Plzeň      | 2:7, 9:3                     |
| HC Coyotes Plzeň | 7:11            | HCOP Meteor Třemošná | 7:6, 0:5 kont.               |

###### Semifinále
| Tým A         | Výsledek zápasů | Tým B                | Výsledky jednotlivých zápasů |
| ------------- | --------------- | -------------------- | ---------------------------- |
| HC Stříbro 06 | 4:6             | HC Nýřany            | 1:2, 3:4                     |
| TJ Baník Líně | 7:6             | HCOP Meteor Třemošná | 5:0 kont., 2:6               |

###### Finále
| Tým A         | Výsledek zápasů | Tým B     | Výsledky jednotlivých zápasů |
| ------------- | --------------- | --------- | ---------------------------- |
| TJ Baník Líně | 3:5             | HC Nýřany | 3:5                          |

#### Skupina C

##### Základní část
| Vysvětlivka                       |
| --------------------------------- |
| Postup do play-off                |
| Tým vyřazen                       |
| Sestup do krajské soutěže – sk. D |

| Poř. | Tým                        | Z  | V  | R | P  | VG  | OG | B  |
| ---- | -------------------------- | -- | -- | - | -- | --- | -- | -- |
| 1.   | TJ Sokol Losiná            | 18 | 16 | 0 | 2  | 114 | 58 | 32 |
| 2.   | TJ Město Zbiroh            | 18 | 14 | 1 | 3  | 117 | 58 | 29 |
| 3.   | HC Klaus Timber Plzeň      | 18 | 10 | 1 | 7  | 74  | 66 | 21 |
| 4.   | TJ Spartak Sedlec          | 18 | 10 | 0 | 8  | 67  | 64 | 20 |
| 5.   | TJ Sokol Lipnice           | 18 | 9  | 1 | 8  | 79  | 69 | 19 |
| 6.   | HC Sokol Vejprnice         | 18 | 9  | 1 | 8  | 84  | 81 | 19 |
| 7.   | HC SKP Rapid Plzeň         | 17 | 7  | 0 | 10 | 63  | 77 | 14 |
| 8.   | HC Chotíkov „B“            | 18 | 4  | 1 | 13 | 48  | 81 | 9  |
| 9.   | HC Ekonomické Stavby Plzeň | 18 | 3  | 2 | 13 | 49  | 86 | 8  |
| 10.  | HC Sokol Díly              | 17 | 3  | 1 | 13 | 28  | 83 | 7  |

Poznámky
- Plzeňské přebory se hráli stejně jako ve Středočeském meziokresním přeboru a v Praze starým systémem, tedy jen o dva body a neprodlužuje se.
- Zápas mezi týmy HC SKP Rapid Plzeň – HC Sokol Díly nebyl odehrán.
- Dalšího ročníků krajské soutěže se nezúčastnily kluby TJ Město Zbiroh (postup do krajské soutěže – sk. B) a HC Sokol Díly (sestup do krajské soutěže – sk. D).

##### Play-off

###### Čtvrtfinále
| Tým A              | Výsledek zápasů | Tým B                 | Výsledky jednotlivých zápasů |
| ------------------ | --------------- | --------------------- | ---------------------------- |
| HC Chotíkov „B“    | 10:0            | TJ Sokol Losiná       | 5:0 kont., 5:0 kont.         |
| HC SKP Rapid Plzeň | 3:10            | TJ Město Zbiroh       | 3:5, 0:5 kont.               |
| HC Sokol Vejprnice | 8:6             | HC Klaus Timber Plzeň | 5:3, 3:3                     |
| TJ Sokol Lipnice   | 3:21            | TJ Spartak Sedlec     | 3:9, 0:12                    |

###### Semifinále
| Tým A              | Výsledek zápasů | Tým B             | Výsledky jednotlivých zápasů |
| ------------------ | --------------- | ----------------- | ---------------------------- |
| HC Chotíkov „B“    | 2:15            | TJ Město Zbiroh   | 1:4, 1:11                    |
| HC Sokol Vejprnice | 12:15           | TJ Spartak Sedlec | 6:11, 6:4                    |

###### Finále
| Tým A             | Výsledek zápasů | Tým B           | Výsledky jednotlivých zápasů |
| ----------------- | --------------- | --------------- | ---------------------------- |
| TJ Spartak Sedlec | 7:10            | TJ Město Zbiroh | 3:4, 4:6                     |

#### Skupina D

##### Základní část
| Vysvětlivka        |
| ------------------ |
| Postup do play-off |
| Tým vyřazen        |

| Poř. | Tým                      | Z  | V  | R | P  | VG  | OG  | B  |
| ---- | ------------------------ | -- | -- | - | -- | --- | --- | -- |
| 1.   | 1. LHC Kralovice 1991    | 20 | 14 | 1 | 5  | 100 | 61  | 29 |
| 2.   | HC OMEGA Trans Plzeň „B“ | 20 | 12 | 3 | 5  | 97  | 65  | 27 |
| 3.   | HC Město Touškov         | 20 | 12 | 3 | 5  | 83  | 61  | 27 |
| 4.   | TJ Čechie Příkosice      | 20 | 12 | 2 | 6  | 96  | 83  | 26 |
| 5.   | HC Tempo Staňkov         | 20 | 9  | 4 | 7  | 73  | 68  | 22 |
| 6.   | HC Handball Plzeň 2003   | 20 | 9  | 3 | 8  | 92  | 79  | 21 |
| 7.   | TJ Apollo Kaznějov „B“   | 20 | 10 | 1 | 9  | 98  | 88  | 21 |
| 8.   | TJ Jiskra Bezdružice     | 20 | 10 | 1 | 9  | 70  | 67  | 21 |
| 9.   | HC Holýšov „B“           | 20 | 5  | 2 | 13 | 48  | 81  | 12 |
| 10.  | HC Panasonic Plzeň       | 20 | 4  | 1 | 15 | 60  | 91  | 9  |
| 11.  | TJ Město Zbiroh „B“      | 20 | 2  | 1 | 17 | 43  | 116 | 5  |

Poznámky
- Plzeňské přebory se hráli stejně jako ve Středočeském meziokresním přeboru a v Praze starým systémem, tedy jen o dva body a neprodlužuje se.
- Dalšího ročníků krajské soutěže se nezúčastnily kluby HC Město Touškov (postup do krajské soutěže – sk. C), HC OMEGA Trans Plzeň „B“ (zánik) a HC Handball Plzeň 2003 (zánik).

##### Play-off

###### Čtvrtfinále
| Tým A                  | Výsledek zápasů | Tým B                    | Výsledky jednotlivých zápasů |
| ---------------------- | --------------- | ------------------------ | ---------------------------- |
| TJ Jiskra Bezdružice   | 3:7             | 1. LHC Kralovice 1991    | 0:2, 3:5                     |
| TJ Apollo Kaznějov „B“ | 5:10            | HC OMEGA Trans Plzeň „B“ | 2:5, 3:5                     |
| HC Handball Plzeň 2003 | 5:6             | HC Město Touškov         | 3:2, 2:3, sam. nájezdy – 0:1 |
| HC Tempo Staňkov       | 7:8             | TJ Čechie Příkosice      | 4:2, 3:6                     |

###### Semifinále
| Tým A               | Výsledek zápasů | Tým B                    | Výsledky jednotlivých zápasů |
| ------------------- | --------------- | ------------------------ | ---------------------------- |
| TJ Čechie Příkosice | 6:11            | 1. LHC Kralovice 1991    | 1:4, 5:7                     |
| HC Město Touškov    | 6:4             | HC OMEGA Trans Plzeň „B“ | 2:2, 4:2                     |

###### Finále
| Tým A            | Výsledek zápasů | Tým B                 | Výsledky jednotlivých zápasů |
| ---------------- | --------------- | --------------------- | ---------------------------- |
| HC Město Touškov | 5:4             | 1. LHC Kralovice 1991 | 3:2, 2:2                     |

## Jihočeský přebor

### Základní část
| Vysvětlivka        |
| ------------------ |
| Postup do play-off |
| Tým vyřazen        |

| Poř. | Tým                              | Z  | V  | VP | PP | P  | VG  | OG  | B  |
| ---- | -------------------------------- | -- | -- | -- | -- | -- | --- | --- | -- |
| 1.   | IHC Písek                        | 22 | 17 | 2  | 1  | 2  | 135 | 62  | 56 |
| 2.   | HC David Servis České Budějovice | 22 | 18 | 0  | 1  | 3  | 105 | 63  | 55 |
| 3.   | TJ Lokomotiva Veselí nad Lužnicí | 22 | 15 | 1  | 2  | 4  | 114 | 51  | 49 |
| 4.   | HC Slavoj Český Krumlov          | 22 | 12 | 2  | 0  | 8  | 105 | 78  | 40 |
| 5.   | HC Strakonice                    | 22 | 11 | 0  | 1  | 10 | 83  | 73  | 34 |
| 6.   | OLH Spartak Soběslav             | 22 | 10 | 1  | 0  | 11 | 89  | 106 | 32 |
| 7.   | HC Vimperk                       | 22 | 9  | 2  | 1  | 10 | 92  | 100 | 32 |
| 8.   | TJ Jiskra Humpolec               | 22 | 8  | 2  | 0  | 12 | 81  | 94  | 28 |
| 9.   | TJ Hluboká nad Vltavou Knights   | 22 | 8  | 1  | 2  | 11 | 75  | 107 | 28 |
| 10.  | HC Tábor „B“                     | 22 | 5  | 2  | 1  | 14 | 68  | 91  | 20 |
| 11.  | HC Slavoj Žirovnice              | 22 | 3  | 0  | 4  | 15 | 61  | 124 | 13 |
| 12.  | TJ Božetice                      | 22 | 3  | 0  | 0  | 19 | 66  | 125 | 9  |

Poznámky
- Dalšího ročníků krajské ligy se nezúčastnil klub TJ Božetice (přihlášení do středočeské krajské soutěže).

### Play-off

#### Čtvrtfinále
| Tým A                   | Výsledek série | Tým B                | Výsledky jednotlivých zápasů |
| ----------------------- | -------------- | -------------------- | ---------------------------- |
| IHC Písek               | 2:0            | TJ Jiskra Humpolec   | 4:3, 2:0                     |
| HC DS České Budějovice  | 2:0            | HC Vimperk           | 10:3, 6:3                    |
| TJ Veselí nad Lužnicí   | 2:0            | OLH Spartak Soběslav | 5:2, 7:5                     |
| HC Slavoj Český Krumlov | 1:2            | HC Strakonice        | 2:1, 4:11, 3:6               |

#### Semifinále
| Tým A                  | Výsledek série | Tým B                 | Výsledky jednotlivých zápasů |
| ---------------------- | -------------- | --------------------- | ---------------------------- |
| IHC Písek              | 0:2            | HC Strakonice         | 3:6, 3:5                     |
| HC DS České Budějovice | 2:0            | TJ Veselí nad Lužnicí | 5:2, 5:4                     |

#### Finále
| Tým A                  | Výsledek série | Tým B         | Výsledky jednotlivých zápasů |
| ---------------------- | -------------- | ------------- | ---------------------------- |
| HC DS České Budějovice | 2:0            | HC Strakonice | 5:2, 4:2                     |

## Soutěž Vysočiny

### Základní část
| Vysvětlivka        |
| ------------------ |
| Postup do play-off |
| Tým vyřazen        |

| Poř. | Tým                        | Z  | V  | VP | PP | P  | VG  | OG  | B  |
| ---- | -------------------------- | -- | -- | -- | -- | -- | --- | --- | -- |
| 1.   | TJ Náměšť nad Oslavou      | 18 | 13 | 1  | 0  | 4  | 109 | 68  | 41 |
| 2.   | SK Telč                    | 18 | 12 | 1  | 1  | 4  | 118 | 54  | 39 |
| 3.   | HC RH-Centrum Brno         | 18 | 12 | 0  | 3  | 3  | 124 | 47  | 39 |
| 4.   | HC Veverská Bítýška        | 18 | 10 | 3  | 1  | 4  | 71  | 50  | 37 |
| 5.   | HHK Velké Meziříčí „B“     | 18 | 10 | 1  | 0  | 7  | 89  | 66  | 32 |
| 6.   | HC Spartak Velká Bíteš „B“ | 18 | 9  | 1  | 2  | 6  | 61  | 64  | 31 |
| 7.   | HC Zastávka                | 18 | 7  | 3  | 1  | 7  | 89  | 77  | 28 |
| 8.   | HC Sokol Křižanov          | 18 | 3  | 0  | 1  | 14 | 64  | 123 | 10 |
| 9.   | HLC Bulldogs Brno          | 18 | 3  | 0  | 1  | 14 | 74  | 136 | 10 |
| 10.  | TJ Šerkovice               | 18 | 1  | 0  | 0  | 17 | 50  | 164 | 3  |

Poznámky
- Dalšího ročníků krajské soutěže se nezúčastnily kluby HC Sokol Křižanov, HLC Bulldogs Brno a TJ Šerkovice.

### Play-off

#### Čtvrtfinále
| Tým A                      | Výsledek série | Tým B                 | Výsledky jednotlivých zápasů |
| -------------------------- | -------------- | --------------------- | ---------------------------- |
| HC Sokol Křižanov          | 0:2            | TJ Náměšť nad Oslavou | 5:7, 2:7                     |
| HC Zastávka                | 0:2            | SK Telč               | 4:6, 2:3                     |
| HC Spartak Velká Bíteš „B“ | 1:2            | HC RH-Centrum Brno    | 1:8, 5:3, sam. nájezdy – 0:1 |
| HHK Velké Meziříčí „B“     | 2:0            | HC Veverská Bítýška   | 4:3, 2:3, sam. nájezdy – 1:0 |

#### O 5.–8. místo
| Tým A                      | Výsledek série | Tým B               | Výsledky jednotlivých zápasů |
| -------------------------- | -------------- | ------------------- | ---------------------------- |
| HC Sokol Křižanov          | 0:2            | HC Veverská Bítýška | 1:9, 4:6                     |
| HC Spartak Velká Bíteš „B“ | 1:0            | HC Zastávka         | 4:3, 2:2                     |

#### O 7. místo
| Tým A       | Výsledek série | Tým B             | Výsledky jednotlivých zápasů |
| ----------- | -------------- | ----------------- | ---------------------------- |
| HC Zastávka | –              | HC Sokol Křižanov | po dohodě nehráno            |

#### O 5. místo
| Tým A               | Výsledek série | Tým B                      | Výsledky jednotlivých zápasů |
| ------------------- | -------------- | -------------------------- | ---------------------------- |
| HC Veverská Bítýška | 1:0            | HC Spartak Velká Bíteš „B“ | 5:3                          |

#### Semifinále
| Tým A                  | Výsledek série | Tým B                 | Výsledky jednotlivých zápasů |
| ---------------------- | -------------- | --------------------- | ---------------------------- |
| HHK Velké Meziříčí „B“ | 1:2            | TJ Náměšť nad Oslavou | 8:2, 2:3, sam. nájezdy – 0:1 |
| HC RH-Centrum Brno     | 2:0            | SK Telč               | 6:3, 9:2                     |

#### O 3. místo
| Tým A                  | Výsledek série | Tým B   | Výsledky jednotlivých zápasů           |
| ---------------------- | -------------- | ------- | -------------------------------------- |
| HHK Velké Meziříčí „B“ | 1:0            | SK Telč | 5:4 (po dohodě hráno jen jedno utkání) |

#### Finále
| Tým A              | Výsledek série | Tým B                 | Výsledky jednotlivých zápasů  |
| ------------------ | -------------- | --------------------- | ----------------------------- |
| HC RH-Centrum Brno | 2:1            | TJ Náměšť nad Oslavou | 15:4, 0:1, sam. nájezdy – 1:0 |

## Jihomoravský a Zlínský přebor

### Základní část
| Vysvětlivka                                                    |
| -------------------------------------------------------------- |
| Vítěz Jihomoravského přeboru (postup do kvalifikace o 2. ligu) |
| Postup do play-off Jihomoravského kraje                        |
| Vítěz Zlínského přeboru (postup do kvalifikace o 2. ligu)      |
| Postup do play-off Zlínského kraje                             |

| Poř. | Tým                    | Z  | V  | VP | PP | P  | VG  | OG  | B  |
| ---- | ---------------------- | -- | -- | -- | -- | -- | --- | --- | -- |
| 1.   | HC Uničov              | 24 | 15 | 2  | 3  | 4  | 120 | 81  | 52 |
| 2.   | HHK Velké Meziříčí     | 24 | 16 | 0  | 3  | 5  | 110 | 72  | 51 |
| 3.   | HC Spartak Velká Bíteš | 24 | 15 | 0  | 3  | 6  | 101 | 72  | 48 |
| 4.   | HC TJ Šternberk        | 24 | 14 | 0  | 2  | 8  | 107 | 91  | 44 |
| 5.   | HK Kroměříž            | 24 | 11 | 5  | 0  | 8  | 117 | 111 | 43 |
| 6.   | SK Minerva Boskovice   | 24 | 13 | 0  | 2  | 9  | 91  | 103 | 41 |
| 7.   | HC Brumov-Bylnice      | 24 | 11 | 3  | 0  | 10 | 98  | 88  | 39 |
| 8.   | DYNAMITERS Blansko HK  | 24 | 8  | 4  | 3  | 9  | 97  | 92  | 35 |
| 9.   | HCM Warrior Brno       | 24 | 9  | 1  | 1  | 13 | 90  | 72  | 30 |
| 10.  | HC Uherský Brod        | 24 | 8  | 2  | 1  | 13 | 81  | 96  | 29 |
| 11.  | Hokej Uherský Ostroh   | 24 | 5  | 1  | 3  | 15 | 81  | 107 | 20 |
| 12.  | HC Štika Rosice        | 24 | 3  | 5  | 0  | 16 | 86  | 135 | 19 |
| 13.  | HC Uherské Hradiště    | 24 | 4  | 1  | 3  | 16 | 88  | 147 | 17 |

Poznámky
- Vítězové základní části za jednotlivé kraje získávají právo hrát kvalifikaci o 2. ligu.
- Dalšího ročníků krajské ligy se nezúčastnily kluby HC Brumov-Bylnice (přihlášení do městské ligy) a HCM Warrior Brno (zrušení mužského družstva).

### Play-off Jihomoravského kraje

#### Čtvrtfinále
| Tým A                | Výsledek série | Tým B                 | Výsledky jednotlivých zápasů |
| -------------------- | -------------- | --------------------- | ---------------------------- |
| HC TJ Šternberk      | 0:2            | HCM Warrior Brno      | 1:3, 1:3                     |
| SK Minerva Boskovice | 1:2            | DYNAMITERS Blansko HK | 2:3 po sn., 4:1, 1:4         |

#### Semifinále
| Tým A                  | Výsledek série | Tým B                 | Výsledky jednotlivých zápasů |
| ---------------------- | -------------- | --------------------- | ---------------------------- |
| HHK Velké Meziříčí     | 2:0            | HCM Warrior Brno      | 8:3, 3:1                     |
| HC Spartak Velká Bíteš | 2:0            | DYNAMITERS Blansko HK | 5:4 po pp., 7:4              |

#### Finále
| Tým A              | Výsledek série | Tým B                  | Výsledky jednotlivých zápasů     |
| ------------------ | -------------- | ---------------------- | -------------------------------- |
| HHK Velké Meziříčí | 1:3            | HC Spartak Velká Bíteš | 4:5 po pp., 2:4, 3:2 po sn., 4:6 |

### Play-off Zlínského kraje

#### Semifinále
| Tým A             | Výsledek série | Tým B                | Výsledky jednotlivých zápasů |
| ----------------- | -------------- | -------------------- | ---------------------------- |
| HC Brumov-Bylnice | 3:0            | HC Uherské Hradiště  | 7:3, 7:1, 8:4                |
| HC Uherský Brod   | 3:0            | Hokej Uherský Ostroh | 8:4, 6:2, 5:3                |

#### Finále
| Tým A             | Výsledek série | Tým B           | Výsledky jednotlivých zápasů |
| ----------------- | -------------- | --------------- | ---------------------------- |
| HC Brumov-Bylnice | 3:1            | HC Uherský Brod | 6:3, 4:5 po sn., 5:4, 3:2    |

## Moravskoslezský přebor

### Základní část
| Vysvětlivka        |
| ------------------ |
| Postup do play-off |
| Tým vyřazen        |

| Poř. | Tým                         | Z  | V  | VP | PP | P  | VG  | OG  | B  |
| ---- | --------------------------- | -- | -- | -- | -- | -- | --- | --- | -- |
| 1.   | SK Karviná                  | 20 | 16 | 2  | 0  | 2  | 144 | 65  | 52 |
| 2.   | HK Hokej Šumperk 2003       | 20 | 10 | 5  | 1  | 4  | 93  | 57  | 41 |
| 3.   | HC Studénka                 | 20 | 11 | 2  | 3  | 4  | 99  | 67  | 40 |
| 4.   | TJ Horní Benešov            | 20 | 8  | 2  | 5  | 5  | 96  | 68  | 33 |
| 5.   | HC Kopřivnice               | 20 | 7  | 4  | 2  | 7  | 69  | 85  | 31 |
| 6.   | HK Krnov                    | 20 | 5  | 4  | 2  | 9  | 81  | 85  | 25 |
| 7.   | HC Rožnov pod Radhoštěm „B“ | 20 | 6  | 2  | 0  | 12 | 76  | 103 | 22 |
| 8.   | HC Rožnov pod Radhoštěm     | 20 | 6  | 0  | 3  | 11 | 66  | 105 | 21 |
| 9.   | HC Bohumín                  | 20 | 6  | 0  | 2  | 12 | 83  | 109 | 20 |
| 10.  | HC Orlová „B“               | 20 | 3  | 1  | 4  | 12 | 42  | 105 | 15 |

Poznámky
- Dalšího ročníků krajské ligy se nezúčastnily kluby SK Karviná (postup do 2. ligy), HK Hokej Šumperk 2003 (přihlášení do společné ligy Jižní Moravy a Zlínska), HC Rožnov pod Radhoštěm „B“ (zánik) a HC Orlová „B“ (zánik).

### Play-off

#### Čtvrtfinále
| Tým A                 | Výsledek série | Tým B                       | Výsledky jednotlivých zápasů |
| --------------------- | -------------- | --------------------------- | ---------------------------- |
| SK Karviná            | 2:0            | HC Rožnov pod Radhoštěm     | 8:3, 12:3                    |
| HK Hokej Šumperk 2003 | 2:1            | HC Rožnov pod Radhoštěm „B“ | 14:0, 0:2, 6:2               |
| HC Studénka           | 0:2            | HK Krnov                    | 0:5 kont., 2:7               |
| TJ Horní Benešov      | 2:1            | HC Kopřivnice               | 5:0 kont., 0:8, 4:1          |

#### Semifinále
| Tým A                 | Výsledek série | Tým B            | Výsledky jednotlivých zápasů |
| --------------------- | -------------- | ---------------- | ---------------------------- |
| SK Karviná            | 2:0            | HK Krnov         | 6:4, 5:1                     |
| HK Hokej Šumperk 2003 | 2:0            | TJ Horní Benešov | 5:4, 5:1                     |

#### Finále
| Tým A | Výsledek série | Tým B                 | Výsledky jednotlivých zápasů |
| --- | -------------- | --------------------- | ---------------------------- |
| SK Karviná | 2:0            | HK Hokej Šumperk 2003 | 6:3, 3:2 po pp.              |
| Pozn.: po odehrání play-off se hrál dále Sony Cup, jenže bez Karviné, která postoupila do kvalifikace o 2. ligu. |                |                       |                              |

### Sony Cup

#### Čtvrtfinále
| Tým A                 | Výsledek série | Tým B                       | Výsledky jednotlivých zápasů |
| --------------------- | -------------- | --------------------------- | ---------------------------- |
| HK Hokej Šumperk 2003 | 0:2            | HC Bohumín                  | 5:6 po pp., 3:5              |
| HC Studénka           | 2:1            | HC Rožnov pod Radhoštěm     | 8:0, 3:4, 7:2                |
| TJ Horní Benešov      | 1:2            | HC Rožnov pod Radhoštěm „B“ | 3:6, 4:3, 4:6                |
| HC Kopřivnice         | 2:0            | HK Krnov                    | 10:3, 4:3                    |

#### Semifinále
| Tým A         | Výsledek série | Tým B                       | Výsledky jednotlivých zápasů |
| ------------- | -------------- | --------------------------- | ---------------------------- |
| HC Studénka   | 2:0            | HC Bohumín                  | 6:4, 13:5                    |
| HC Kopřivnice | 2:1            | HC Rožnov pod Radhoštěm „B“ | 3:2 po sn., 3:4 po pp., 8:2  |

#### Finále
| Tým A       | Výsledek série | Tým B         | Výsledky jednotlivých zápasů |
| ----------- | -------------- | ------------- | ---------------------------- |
| HC Studénka | 0:2            | HC Kopřivnice | 1:3, 1:4                     |